# Mid-Atlantic Hockey League
| Mid-Atlantic Hockey League |                    |
| Fondazione                 | 2007               |
| Cessazione                 | 2008               |
| Sede                       | Canton             |
| Detentore                  | Indiana Ice Miners |
| Sito ufficiale             | MAHLHockey.com     |
| Commissario                | Jim Riggs          |
| Presidente                 | Andrew Haines      |

La Mid-Atlantic Hockey League (MAHL) era una lega professionistica minore dell'hockey su ghiaccio nordamericano nella regione Mid-Atlantic degli USA. La lega ha iniziato l'attività nel novembre 2007 e l'ha terminata nel 2008.
Il presidente è Andrew Haines, della Atlantic Indoor Football League.

## Squadre 2007-08
| Città                   | Nome della squadra   | Arena                            |
| Rostraver, Pennsylvania | Mon Valley Thunder   | Rostraver Ice Garden             |
| Indiana, Pennsylvania   | Indiana Ice Miners   | S&T Bank Arena                   |
| Wooster, Ohio           | Wooster Warriors     | Alice Noble Ice Arena            |
| Oaks, Pennsylvania      | Valley Forge Freedom | Oaks Center Ice                  |
| Jamestown, New York     | Jamestown Vikings    | Jamestown Savings Bank Ice Arena |

## Squadre 2008-09
Le seguenti squadre avrebbero dovuto partecipare al campionato 2008-09, ma le attività della lega sono cessate.
| Squadra                 | Città                  | Arena                                  | Note                                             |
| ----------------------- | ---------------------- | -------------------------------------- | ------------------------------------------------ |
| Battle Creek Revolution | Battle Creek, Michigan | The Rink Ice Arena                     | Trasferita nella All American Hockey Association |
| Chelsea Tornadoes       | Chelsea, Michigan      | Arctic Coliseum                        | Cessata                                          |
| Detroit Dragons         | Fraser, MI             | Great Lakes Sports City Superior Arena | Trasferita nella All American Hockey Association |
| Indiana Ice Miners      | Indiana, Pennsylvania  | S&T Bank Arena                         | Cessata                                          |
| Lake Erie Vikings       | Auburn Township, Ohio  | The Pond                               | Cessata                                          |
| South Shore Shooters    | Dyer, Indiana          | Midwest Training & Ice Center          | Trasferita nella All American Hockey Association |
| Trenton Warriors        | Trenton, Michigan      | Kennedy Recreation Center              | Cessata                                          |